# Howon-dong
Howon-dong (koreanska: 호원동) är en stadsdel i staden Uijeongbu i provinsen Gyeonggi i den norra delen av Sydkorea, 18 km norr om huvudstaden Seoul.

## Indelning
Administrativt är Howon-dong indelat i:
| Namn    | Namn             | Yta km² | Invånare 31 dec 2020 |
| ------- | ---------------- | ------- | -------------------- |
| 호원1동 | Howon 1(il)-dong | 6,54    | 36 739               |
| 호원2동 | Howon 2(i)-dong  | 4,18    | 35 401               |